# Taschensee
Der Taschensee liegt bei Scharbeutz in Schleswig-Holstein nördlich des Kleinen Pönitzer Sees und der Bundesstraße 432 im unmittelbaren Hinterland der Lübecker Bucht.
Er liegt in der Holsteinischen Schweiz, umgeben von einer hügeligen Moränenlandschaft.
Er wird von der aus dem nördlich gelegenen Süseler See kommenden Gösebek durchflossen, die ihn im Süden verlässt.
Dabei wird der Wasserstand des Taschensees durch ein Ablaufbauwerk („Mönch“) künstlich reguliert, der Ablauf erfolgt verrohrt durch den sogenannten „Dänischen Graben“ (auch „Dänischer Kanal“ genannt).
Der See hat eine unregelmäßige Form mit einer weit nach Nordosten gestreckten Bucht ca. 900 m Länge (Nord-Süd-Richtung) und 700 m Breite (West-Ost-Richtung). Er hat eine Größe von ca. 40 ha und eine maximale Tiefe von 9,6 Metern.
Mit den Fischarten Hecht, Zander, Barsch, Aal, Brassen und Rotaugen (Plötze) ist der Taschensee ein ausgezeichnetes Angelgewässer. Eigentümer ist das Land Schleswig-Holstein, gepachtet wird er von gewerblichen Fischern. Das Einzugsgebiet im Flusssystem Gösebek umfasst 13 km². Das Seevolumen beträgt 1.990.000 m³. Die mittlere Tiefe liegt bei 4,9 m und er hat ein 3,2 km langes Ufer.